# Nuoto ai Giochi della XXXII Olimpiade - Staffetta 4x100 metri stile libero femminile
La gara di nuoto della staffetta 4x100 metri stile libero femminile dei Giochi della XXXII Olimpiade di Tokyo è stata disputata il 24 e 25 luglio 2021 presso il Tokyo Aquatics Centre. Vi hanno preso parte 15 squadre nazionali.
La competizione è stata vinta dalla squadra australiana, formata da Bronte Campbell, Cate Campbell, Meg Harris e Emma McKeon, mentre l'argento e il bronzo sono andati rispettivamente alla squadra canadese, formata da Kayla Sanchez, Maggie MacNeil, Rebecca Smith e Penny Oleksiak, e a quella statunitense, formata da Erika Brown, Abbey Weitzeil, Natalie Hinds e Simone Manuel.

## Record
Prima della competizione il record del mondo e il record olimpico erano i seguenti:
| Record mondiale | 3'30"05 | Australia Shayna Jack (54"03) Bronte Campbell (52"03) Emma McKeon (52"99) Cate Campbell (51"00)      | 5 aprile 2018 Gold Coast, Australia   |
| Record olimpico | 3'30"65 | Australia Emma McKeon (53"41) Brittany Elmslie (53"12) Bronte Campbell (52"15) Cate Campbell (51"97) | 6 agosto 2016 Rio de Janeiro, Brasile |

Durante la competizione è stato stabilito il seguente record:
| Data      | Evento | Atleti                                                                               | Nazione   | Tempo   | Record          |
| --------- | ------ | ------------------------------------------------------------------------------------ | --------- | ------- | --------------- |
| 25 luglio | Finale | Bronte Campbell (53"01) Meg Harris (53"09) Emma McKeon (51"35) Cate Campbell (52"24) | Australia | 3'29"69 | Record mondiale |

## Programma
| Data           | Ora (UTC+9) | Turno    |
| -------------- | ----------- | -------- |
| 24 luglio 2021 | 20:43       | Batterie |
| 25 luglio 2021 | 11:45       | Finale   |

## Risultati

### Batterie
| Pos. | Batteria | Corsia | Nazione       | Atlete | Tempo   | Note |
| ---- | -------- | ------ | ------------- | --- | ------- | ---- |
| 1    | 2        | 4      | Australia     | Mollie O'Callaghan (53"08) Meg Harris (52"73) Madison Wilson (53"10) Bronte Campbell (52"82)              | 3'31"73 | Q    |
| 2    | 2        | 3      | Paesi Bassi   | Kim Busch (54"79) Ranomi Kromowidjojo (52"50) Marrit Steenbergen (54"32) Femke Heemskerk (51"90)          | 3'33"51 | Q    |
| 3    | 2        | 5      | Canada        | Kayla Sanchez (53"45) Taylor Ruck (54"16) Rebecca Smith (53"73) Penny Oleksiak (52"38)                    | 3'33"72 | Q    |
| 4    | 1        | 5      | Gran Bretagna | Lucy Hope (54"37) Anna Hopkin (52"65) Abbie Wood (53"55) Freya Anderson (53"46)                           | 3'34"03 | Q,   |
| 5    | 1        | 4      | Stati Uniti   | Olivia Smoliga (54"06) Catie DeLoof (53"42) Allison Schmitt (54"04) Natalie Hinds (53"28)                 | 3'34"80 | Q    |
| 6    | 2        | 6      | Cina          | Cheng Yujie (54"03) Zhu Menghui (53"48) Ai Yanhan (54"33) Wu Qingfeng (53"23)                             | 3'35"07 | Q,   |
| 7    | 1        | 2      | Danimarca     | Pernille Blume (53"15) Signe Bro (53"19) Julie Kepp Jensen (54"72) Jeanette Ottesen (54"50)               | 3'35"56 | Q,   |
| 8    | 1        | 6      | Svezia        | Sarah Sjöström (52"95) Michelle Coleman (53"44) Louise Hansson (53"68) Sara Junevik (55"86)               | 3'35"93 | Q    |
| 9    | 2        | 2      | Giappone      | Chihiro Igarashi (54"10) Rikako Ikee (53"63) Natsumi Sakai (54"70) Rika Omoto (53"77)                     | 3'36"20 |      |
| 10   | 1        | 3      | Francia       | Béryl Gastaldello (54"28) Charlotte Bonnet (53"05) Margaux Fabre (54"83) Anouchka Martin (54"45)          | 3'36"61 |      |
| 11   | 2        | 1      | ROC           | Daria S. Ustinova (54"75) Arina Surkova (54"54) Elizaveta Klevanovich (54"57) Veronika Andrusenko (54"39) | 3'38"25 |      |
| 12   | 1        | 7      | Brasile       | Larissa Oliveira (54"79) Ana Carolina Vieira (54"92) Etiene Medeiros (55"42) Stephanie Balduccini (54"06) | 3'39"19 |      |
| 13   | 2        | 7      | Germania      | Lisa Höpink (54"83) Annika Bruhn (54"33) Marie Pietruschka (55"31) Hannah Küchler (54"86)                 | 3'39"33 |      |
| 14   | 2        | 8      | Rep. Ceca     | Barbora Seemanová (53"86) Kristýna Horská (56"72) Barbora Janíčková (55"89) Anika Apostalon (55"93)       | 3'42"40 |      |
| 15   | 1        | 1      | Hong Kong     | Tam Hoi Lam (55"58) Camille Cheng (54"61) Stephanie Au (56"96) Ho Nam Wai (56"37)                         | 3'43"52 |      |

### Finale
| Pos.    | Corsia | Nazione       | Atlete                                                                                        | Tempo   | Note             |
| ------- | ------ | ------------- | --------------------------------------------------------------------------------------------- | ------- | ---------------- |
| Oro     | 4      | Australia     | Bronte Campbell (53"01) Meg Harris (53"09) Emma McKeon (51"35) Cate Campbell (52"24)          | 3'29"69 | Record mondiale  |
| Argento | 3      | Canada        | Kayla Sanchez (53"42) Margaret MacNeil (53"47) Rebecca Smith (53"63) Penny Oleksiak (52"26)   | 3'32"78 |                  |
| Bronzo  | 2      | Stati Uniti   | Erika Brown (54"02) Abbey Weitzeil (52"68) Natalie Hinds (53"15) Simone Manuel (52"96)        | 3'32"81 |                  |
| 4       | 5      | Paesi Bassi   | Kim Busch (54"64) Ranomi Kromowidjojo (52"87) Kira Toussaint (54"14) Femke Heemskerk (52"05)  | 3'33"70 |                  |
| 5       | 6      | Gran Bretagna | Anna Hopkin (53"16) Abbie Wood (53"23) Lucy Hope (54"73) Freya Anderson (52"84)               | 3'33"96 | Record nazionale |
| 6       | 8      | Svezia        | Sarah Sjöström (52"62) Michelle Coleman (53"62) Louise Hansson (53"51) Sophie Hansson (54"94) | 3'34"69 |                  |
| 7       | 7      | Cina          | Cheng Yujie (54"10) Zhu Menghui (53"54) Ai Yanhan (54"22) Wu Qingfeng (52"90)                 | 3'34"76 | Record asiatico  |
| 8       | 1      | Danimarca     | Pernille Blume (53"07) Signe Bro (53"78) Julie Kepp Jensen (54"46) Jeanette Ottesen (54"39)   | 3'35"70 |                  |